# Pulsatilla armena
Pulsatilla armena là một loài thực vật có hoa trong họ Mao lương. Loài này được Rupr. miêu tả khoa học đầu tiên.

## Hình ảnh

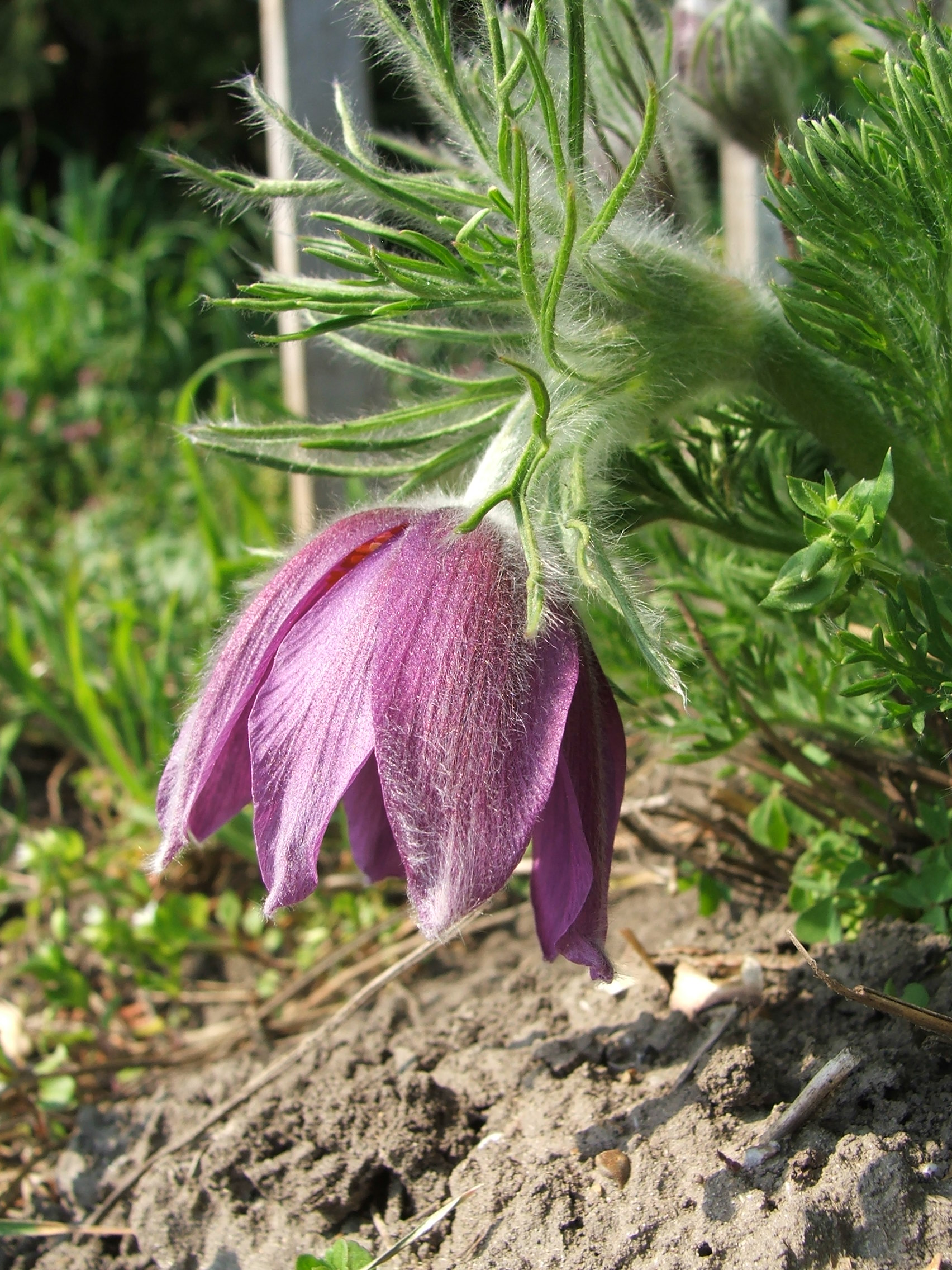